# Turbo assembler
Il Turbo Assembler (o TASM) è un compilatore per Architettura x86 sviluppato dalla Borland per MS DOS. Tuttora ha raggiunto la versione 5. Può essere emulato sul PC tramite emulatore per programmi DOS come il dosbox.
| Controllo di autorità | VIAF (EN) 185545613 · GND (DE) 4238613-5 |